# Hate That I Love You
«Hate That I Love You» (укр. Ненавиджу те, що кохаю тебе) — третій сингл барбадоської співачки Ріанни з її третього студійного альбому Good Girl Gone Bad, записаний з участю Ne-Yo, випущений 21 серпня 2007 року.

## Відеокліп
Режисером відеокліпу на пісню Hate That I Love You виступив Ентоні Мендлер, який також зняв і попередній кліп співачки на пісню Shut Up and Drive. Прем'єра відео відбулась 24 вересня 2007 року і стало доступним для завантаження 27 вересня 2008 року на iTunes.
У відеокліпі показано те, як Ріанна, співаючи, прокидається, одягається і виходить з готельного номера, а Ne-Yo, також співаючи, тим часом йде вулицею, заходить в той самий готель, піднімається ліфтом на поверх, де пересікається з Ріанною, але в кліпі вони не знають одне одного. Далі Ріанна чекає на свого коханця, який під'їжджає до готелю на своєму авто і підбирає її, а Ne-Yo стукає у двері готельного номера, які йому відчиняє його дівчина.

## Трек-лист
- CD single

1. «Hate That I Love You» (featuring Ne-Yo) — 3:39
2. «Hate That I Love You» (K-Klassic Remix) — 7:41

- Maxi single

1. «Hate That I Love You» (featuring Ne-Yo) — 3:39
2. «Hate That I Love You» (K-Klassic Remix) — 7:41
3. «Hate That I Love You» (Instrumental) — 3:39
4. «Hate That I Love You» (Music video) — 4:58

- Digital remix

1. «Hate That I Love You» (K-Klassic Remix) — 7:41

- Digital download (Spanglish version)

1. «Hate That I Love You» (featuring David Bisbal) — 3:41